# Đorđe Simeunović
Đorđe Simeunović (nacido el 26 de abril de 1995 en Kruševac, Serbia) es un jugador de baloncesto serbio. Mide 2.01 metros de altura y juega en la posición de alero y su actual equipo es el CB Tizona de la Liga LEB Oro.

## Trayectoria deportiva
Simeunović es un jugador formado en el Mega Basket con el que debutó en 2013 con apenas 18 años y en el que jugó durante tres temporadas, incluida una cesión durante la temporada 2013-14 al KK Smederevo 1953.
En las temporadas 2017-18 y 2018-19, jugaría en Serbia formando parte de los equipos del KK Vršac, FMP y OKK Beograd para disputar la Liga Serbia de Baloncesto.
En la temporada 2019-20, firma por el Igokea de la Liga de baloncesto de Bosnia y Herzegovina.
En la temporada 2020-21, regresa a Serbia para disputar la Liga Serbia de Baloncesto con el KK Napredak Aleksinac.
El 9 de febrero de 2021, firma por el Borac Banja Luka de la Liga de baloncesto de Bosnia y Herzegovina.
En la temporada 2021-22, firma por el KK Sloga de la Liga Serbia de Baloncesto.
El 23 de octubre de 2021, firma por el Rouen Métrople Basket de la LNB Pro B, con el que disputa 20 partidos con un promedio de 9.3 puntos (28% en tiros de 3 puntos), 5.3 rebotes y 2 asistencias en 24.7 minutos.
El 17 de agosto de 2022, firma por el Club Basquet Coruña de la Liga LEB Oro, con el que no se perdió un solo partido, tanto de Liga como de play off, y firmó unos promedios de 5,9 puntos, 2,6 rebotes, 1 asistencia y 7,3 de valoración.
El 4 de octubre de 2023, firma por el Força Lleida Club Esportiu de la Liga LEB Oro.
El 30 de julio de 2024, firma por el CB Tizona de la Primera FEB. 